# Polystichum nepalense
Polystichum nepalense är en träjonväxtart som först beskrevs av Kurt Sprengel, och fick sitt nu gällande namn av Carl Frederik Albert Christensen. Polystichum nepalense ingår i släktet Polystichum och familjen Dryopteridaceae. Inga underarter finns listade.